# NGC 185
NGC 185 (també conegut com a Caldwell 18) és una galàxia nana esferoidal d'uns 2,08 milions anys-llum de distància a la constel·lació Cassiopeia. És un membre del Grup Local, i és un satèl·lit de la Galàxia d'Andromeda  (M31). L'NGC 185 va ser descobert per William Herschel el 30 de novembre de 1787, i el va catalogar com a "H II.707". John Herschel va observar l'objecte un altre cop el 1833 quan el va catalogar com a "h 35", i el 1864 quan el va catalogar com a "GC 90" dins del seu Catàleg General de Nebuloses i Grups. NGC 185 era primer fotografiat entre 1898 i 1900 per James Edward Keeler amb el Reflector Crossley de l'Observatori Lick. A diferència de la majoria de les galàxies el·líptiques nanes, l'NGC 185 conté cúmuls estel·lars joves, i la formació d'estrelles procedit a una taxa baixa fins al passat recent. L'NGC 185 té un nucli galàctic actiu i en general es classifica com una galàxia Seyfert de tipus 2, És possiblement la galàxia Seyfert més proper a la Terra, i és l'únic conegut Seyfert al Grup Local.

## Mesuraments de distàncies
Almenys dues tècniques s'han utilitzat per mesurar distàncies a l'NGC 185. Les fluctuacions de brillantor de la tècnica de mesurament de distància de la superfície estima distàncies a les galàxies basats en la granularitat de la seva aparença. La distància mesurada a l'NGC 185 amb aquesta tècnica és de 2.08 ± 0.15 milions d'anys llum (640 ± 50 kpc). Tanmateix, l'NGC 185 és prou a prop que el mètode de la branca gegant vermella es pot emprar per calcular la seva distància. La distància estimada de l'NGC 185 amb aquesta tècnica és de 2,02 ± 0,2 milions d'anys llum (620 ± 60 kpc). Una mitjana de conjunt, aquestes mesures de distància donen una estimació de la distància de 2,05 ± 0,13 milions d'anys llum (630 ± 40 kpc).

## Formació d'estrelles
Martínez-Delgado, Aparicio, i Gallart (1999) van observar en la història de la formació estel·lar de l'NGC 185 i va trobar que la majoria de la formació d'estrelles en l'NGC 185 va passar en temps primerencs. En l'últim ~ 1 Giga any, les estrelles han format únicament a prop del centre d'aquesta galàxia. Walter Baade va descobrir objectes blaus joves dins d'aquesta galàxia en el 1951, però aquestes han resultat ser els cúmuls estel·lars i estrelles no individuals. Un romanent de supernova a prop del centre també va ser descobert per Martínez-Delgado et al.

## Galeria

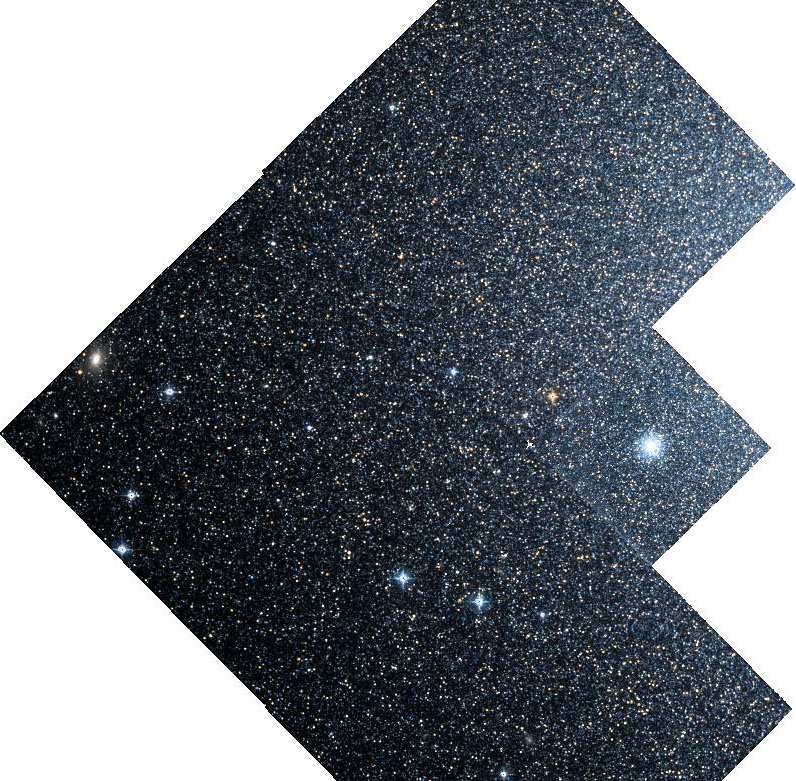
Hubble
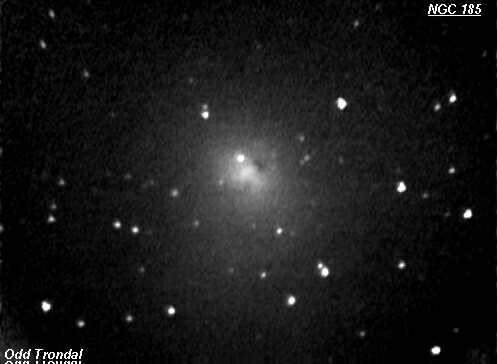
Trondal rar